# Chapala
Chapala (španělsky Lago de Chapala) je jezero na hranici států Jalisco a Michoacán v Mexiku. Nachází se na jihu Mexické plošiny. Je největším mexickým jezerem. Má rozlohu 1038 km². Průměrně je hluboké 7 m a dosahuje maximální hloubky 33 m. Leží v nadmořské výšce 1524 m.

## Vodní režim
Do jezera ústí řeka Lerma a odtéká řeka Rio Grande de Santiago, která ústí do Tichého oceánu. V poslední době jezero vysychá.

## Osídlení pobřeží
Na břehu leží lázně. Na severním břehu pak město Ocotlán. Zásobuje vodou město Guadalajaru.